# حسابداری ذهنی

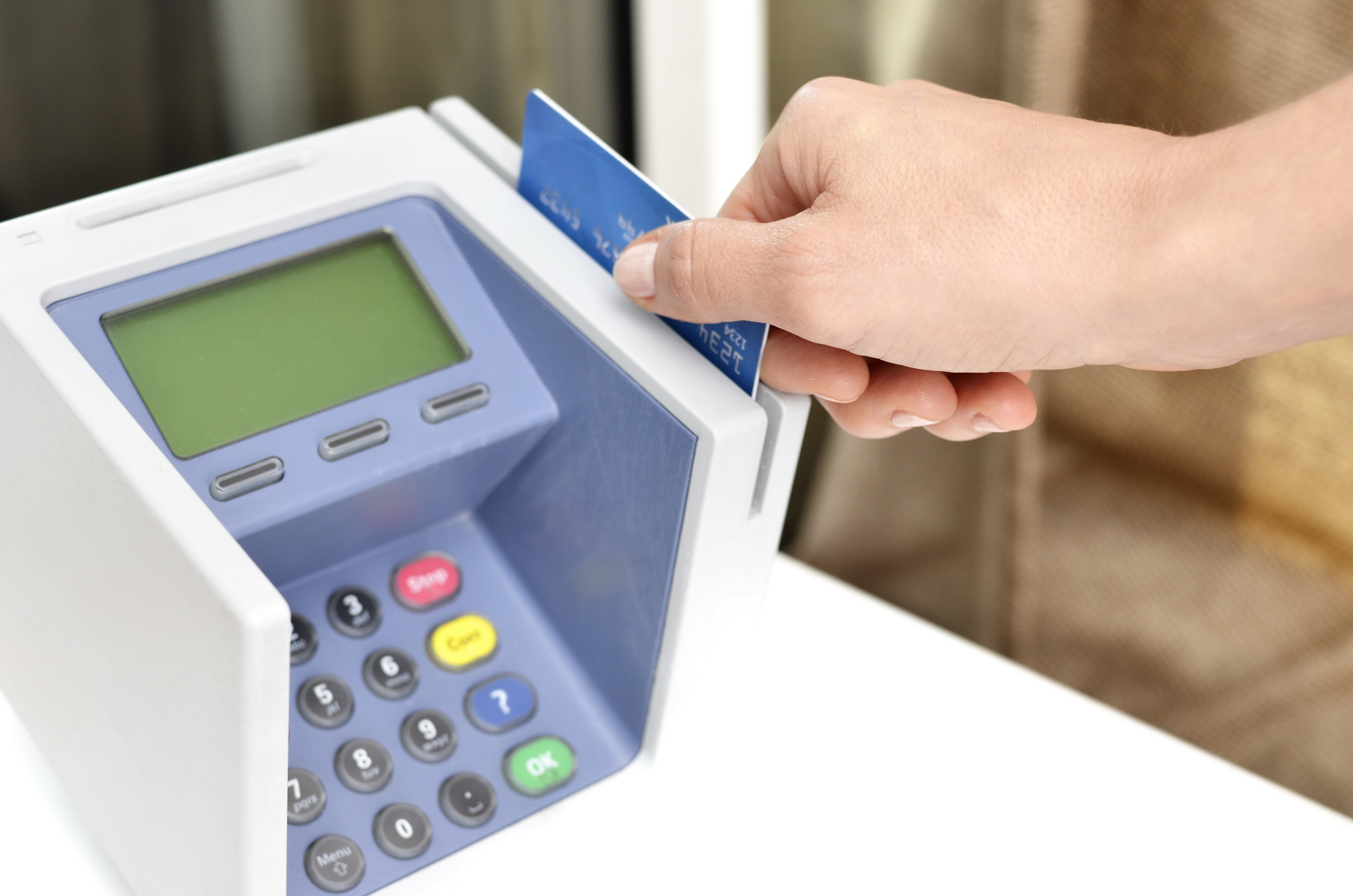
کارت اعتباری و دستگاه کارتخوان

حسابداری ذهنی یک مفهوم است که نخستین بار توسط ریچارد تیلر نامگذاری شد، این مفهوم (یا حسابداری روان‌شناسی) تلاش می‌کند ساز و کاری را که مردم در آن درآمدهای اقتصادی را کدگذاری، گروه‌بندی و ارزیابی می‌کنند توضیح دهد. حسابداری ذهنی با ادراک از مخارج مختلف ما سر و کار دارد؛ هدف آن این است که تصمیم‌های مرتبط با پول ما را پیگیری کند تا به ما مدلی برای ارزیابی تصمیمات مالی آتی بدهد. این یک راه برای فهم سازوکار جهان است. مانند بسیاری از فرایندهای شناختی دیگر، می‌تواند خطاها و خروج سیستماتیک را از رفتار عقلایی و حداکثر کردن ارزش فعال کند، و کاربردهای آن را می‌توان قدرتمند دانست. فهمیدن نقص‌ها و ناکارایی‌های حسابداری ذهنی برای یک تصمیم‌گیری خوب و کاهش خطای انسانی ضروری است.
همان‌طور که تیلر می‌گوید «تمامی سازمان‌ها، از جنرال موتورز گرفته تا خانوارهای تک نفره، دارای سیستم صریح و/یا ضمنی حسابداری می‌باشند. سیستم حسابداری عموماً به‌طور غیرقابل انتظاری برا تصمیم‌ها تأثیر می‌گذارد. ما عمدتاً رفتار مشتری را با انحراف از پیش‌بینی‌های استاندارد اقتصادی می‌بینیم؛ حسابداری ذهنی یک چارچوب است که به دنبال توضیح بیشتر در مورد رفتار مشتری است، و توضیح دهد وقتی که یک مشتری ممکن است اصول استاندارد اقتصادی را نقض کند. منحصراً، مخارج فردی عمدتاً با ارزش حال رفاه کل یک فرد مرتبط در نظر گرفته نمی‌شود. به جای آن این مخارج در ماهیت دو حساب در نظر گرفته می‌شوند: دوره بودجه حال (می‌تواند یک روند ماهانه به واسطه اقساط باشد، یا به‌طور سالانه به واسطه درآمد سالیانه)، و موضوع خرج. افراد همین‌طور می‌توانند چند حساب ذهنی برای یک نوع منبع را داشته باشند. یک فرد ممکن است از بودجه‌های ماهانه مختلفی به عنوان مثال برای خرید مواد غذایی و غذا خوردن در رستوران استفاده کند، و به یک مدل خرید را هنگام اتمام بودجه محدود کند در حالی که خریدهای دیگر را محدود نمی‌کند، حتی اگر هر دو مخارج از یک منبع قابل تعویض ناشی شده باشند.
یکی از کاربردهای حسابداری ذهنی، فرضیه رفتار چرخه زندگی (شفرین و تیلر ۱۹۸۸)، ثابت می‌کند که مردم به‌طور ذهنی دارایی‌ها را که مربوط هریک از درآمدهای حال، رفاه حال یا درآمد آتی باشد تنظیم می‌کنند و این کاربردهایی برای رفتار آن‌ها دارد همان‌طور که حساب‌ها عمدتاً غیرقابل تعویض هستند و تمایل حاشیه ای به مصرف هر حساب نیز مختلف است.

## مطلوبیت، ارزش و معامله
در تئوری حسابداری ذهنی، قاب‌بندی یعنی شیوه ای که یک فرد معاملهی را به‌طور موضوعی در ذهن خود چارچوب بندی می‌کند، مطلوبیتی را که دریافت می‌کند یا انتظار دارد را تعیین می‌کند. این مفهوم به‌طور مشابه در نظریه چشم‌انداز استفاده می‌شود، و بسیاری نظریه پردازان حسابداری ذهنی این نظریه به عنوان تابع ارزش در تجزیه و تحلیل خود قبول دارند. باید خاطر نشان کرد که تابع ارزش مقداری است برای بدست آوردن (مستلزم ناامیدی برای ریسک کردن) و محصور برای تلفات (مستلزم ریسک پذیری). چنین چیزی می‌تواند بر شیوه ارزیابی مردم از معامله‌ها مؤثر باشد.
با این چارچوب، چگونه مردم چند معامله یا خروجی را با قالب (x+y) تفسیر یا حساب سازی می‌کنند؟ آن‌ها می‌توانند هم خروجی‌ها را به هم پیوسته ببینند، و ارزش (x+y) را دریافت کنند در حالتی که خروجی‌ها متحدند یا ارزش(x)+ارزش(y)، که در آن حالت می‌توان گفت که خروجی‌ها از هم گسسته‌اند. با توجه به طبیعت شیب‌های مختلف تابع ارزش ما برای بدست آوردن‌ها و از دادن‌ها، مطلوبیت ما بسته به اینکه چگونه چهار نوع معامله x و y را کدگذاری کنیم (برای بدست آوردن و برای از دست دادن) به طرق مختلفی بیشینه می‌شود:
1. چند بدست آودن: x و y هردو بدست آودن تلقی می‌شوند. در اینجا می‌بینیم که ارزش(x)+ارزش(y)> ارزش(x+y). در نتیجه می‌خواهیم چند بدست آوردن را از هم جدا کنیم.
2. چند از دست دادن: x و y هردو به عنوان از دست دادن در نظر گرفته می‌شوند. اینجا می‌بینیم که ارزش(x-)+ارزش(y-)<ارزش((x+y)-)
3. ترکیب بدست آوردن: یکی از x یا y بدست آوردن است و آن یکی از دست دادن، اگرچه بدست آوردن همان عددی ست که بین آن‌ها بزرگتر است. در این مورد، ارزش(x) + ارزش (y-) < ارزش (x-y). مطلوبیت وقتی یک سود ترکیبی را ادغام می‌کنیم حداکثر می‌شود.
4. ترکیب از دست دادن: دوباره یکی از x و y بدست آوردن است و یکی دیگر از دست دادن، اگرچه از دست دادن در این مورد بزرگتر از بدست آوردن است. در این مورد، ارزش (x) + ارزش (y-) > ارزش (x-y). واضح است که می‌خواهیم یک سود ترکیبی را ادغام کنیم. این مورد عموماً به عنوان روزنه امید شناخته می‌شود.

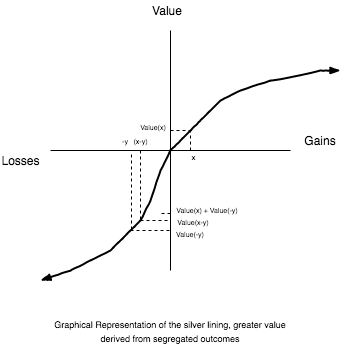
این نمودار نشان می‌دهد که چطور با دو درآمد که یک از دست دادن ترکیبی را می سازدند، ارزش بیشتری توسط جداگانه رفتار کردن با درآمدها بدست می‌آید. این همان روزنه امید است.

واضح است، راهی که ما دو درآمد را درک می‌کنیم (گونه ای که برای آن‌ها حسابرسی می‌کنیم) می‌توان بر روی دید مثبت (یا منفی ما) بر روی آن‌ها مؤثر باشد.
یکی دیگر از مفهوم‌های استفاده شده برای درک حسابداری ذهنی تابع مطلوبیت اصلاح شده است. در هر معامله دو ارزش ضمیمه شده وجود دارد. ارزش خرید و ارزش مبادله ای. ارزش خرید همان پولی است که هر فرد حاضر است بپردازد تا کالایی را بدست آورد. ارزش مبادله ای ارزشی است که فرد برای داشتن یک معامله خوب اهمیت قائل می‌شود. اگر قیمتی که فرد می‌پردازد با مبدأ ذهنی فرد برای قیمت برای کالا برابر باشد، ارزش مبادله ای صفر می‌شود. اگر قیمت از قیمت مبدأ ذهنی پایین‌تر باشد، مطلوبیت مبادله ای مثبت می‌شود. مطلوبیت کل دریافت شده از یک مبادله در این صورت، مجموع مطلوبیت خرید و مطلوبیت مبادله ای می‌شود.

## مفاهیم کاربردی
حسابداری ذهنی به بسیاری از اشتباهات عقلانی و تمایلات (تعصبات) شناختی منجر می‌شود، که دارای پیامدهای زیادی است.

### کارت اعتباری و پرداخت‌های نقدی
نمونه‌ای دیگر از حسابداری ذهنی، تمایل بیش‌تر به پرداخت برای اجناس به وسیلهٔ کارت اعتباری به جای پرداخت نقدی است. اگر شخصی برای تهیهٔ بلیت مسابقه‌ای ورزشی از کارت اعتباری استفاده کند تمایل دارد مبلغ بیش‌تری بپردازد به نسبت زمانی که مورد خرید را می‌توان نقدی به دست آورد. این اتفاق به جداسازی معامله هم ارتباط دارد. جداسازی زمانی که کالا دریافت می‌شود از زمانی که برای آن پول پرداخت شده است. کشیدن یک کارت اعتباری پرداخت را به تاریخی دیگر موکول می‌کند (زمانی که ما صورت‌حساب ماهیانهٔ خود را می‌پردازیم) و آن را به مبلغ موجودی (حاصل‌جمع) بزرگ‌تر اضافه می‌کند (در این‌جا صورت‌حسابمان). این تأخیر موجب می‌شود پرداخت پول در ذهن ما کم‌تر و برجسته‌تر به نظر برسد. گذشته از این، پرداخت دیگر در انزوا در نظر گرفته نمی‌شود. در عوض حالا به عنوان یک خرده افزایش در صورت‌حساب کارت اعتباری به نظر می‌رسد؛ مثلاً ممکن است تغییر قیمت از ۱۲۰دلار تا ۱۲۵دلار باشد به جای ۵ دلار هزینهٔ عادی و همیشگی خارج از جیب؛ و همان‌طور که از در تابع ارزش مشاهده می‌شود این(V(120$) V(-125$- کم‌مقدارتر از (V(-5$ است. این پدیده به عنوان «تفکیک پرداخت» شناخته می‌شود.

### ریزه خوری
ریزه‌خوری مفرط رفتار دیگری است که توسط حسابداری ذهنی تبیین می‌شود. برای هزینه‌ای (یا هجوم کالری) که لازم است در تصمیمات آینده مورد توجه قرارگیرد می‌بایست در بودجه و در یک حساب مناسب لحاظ گردد. با این حال بازهم هزینه‌های کوچکی اغلب به صورت غیرقانونی باقی می‌مانند (به خاطر اندازه یا تأثیر ناچیز آن‌ها در کل) که در نتیجه تصمیمات آتی را تحت تأثیر قرار نمی‌دهد. در مقایسه با مجموع مصرفی وعدهٔ ریزه‌خوری، هر مقدار اضافه از بیسکوییت (یا چیپس) حاوی مقدار نسبتأ کمی کالری است. پس آسان‌تر این است که خودمان را متقاعد کنیم تا آن مقدار اضافه را («یه کم دیگه»). هر مقدار اضافه مسئول کم آمدن بودجه است، مگراین‌که بتوان  کاملاً از بین‌برود و فراموش شود. این مورد می‌تواند سبب شود بیش از چیزی که برنامه‌ریزی کرده‌بودیم و می‌خواستیم ریزه‌خوری داشته باشیم.